# 梁培友
梁 培友（りょう ばいゆう、Liang Peiyou、? - 1857年）は、清末の大成国の反乱の指導者の一人。
広東省肇慶府鶴山県出身。船の漕ぎ手であったが、1852年に艇軍を率いて広西省梧州で蜂起を行った。広東省南海・番禺・東莞・順徳・香山と広西省潯州の天地会はみな彼に呼応し、総管を称した。さらに陳開・李文茂と連合して肇慶を占領し、平粤公を称した。1855年、軍を率いて再び広西省に入り、藤県を陥落させ、平南を通過して、潯州府城を占領した。1856年、大成国平東王を自称し、平南に駐屯した。1857年、平南での戦闘中に戦死した。